# 毛果槭
毛果槭（学名：Acer nikoense），为槭树科槭属下的一个植物种。